# Los Angeles borgmästare
Los Angeles borgmästare (engelska: Mayor of the City of Los Angeles) är en folkvald befattning som i enlighet med den amerikanska delstaten Kaliforniens lagar och stadens stadga (engelska: city charter) utövar den högsta verkställande makten i Los Angeles stadsstyre.
Borgmästaren innehar all verkställande makt i stadsstyret såvida inte stadens stadga eller Kaliforniens lagar explicit tilldelar någon annan specifika befogenheter. Till staden hör 44 förvaltningar och byråer, vars chefer utnämns av borgmästaren med godkännande av fullmäktigeförsamlingen Los Angeles City Council. Två av dessa förvaltningar är den lokala polisen, Los Angeles Police Department (LAPD) och stadens brandkår och räddningstjänst, Los Angeles Fire Department (LAFD).
Karen Bass är Los Angeles borgmästare sedan 12 december 2022.

## Lista över borgmästare

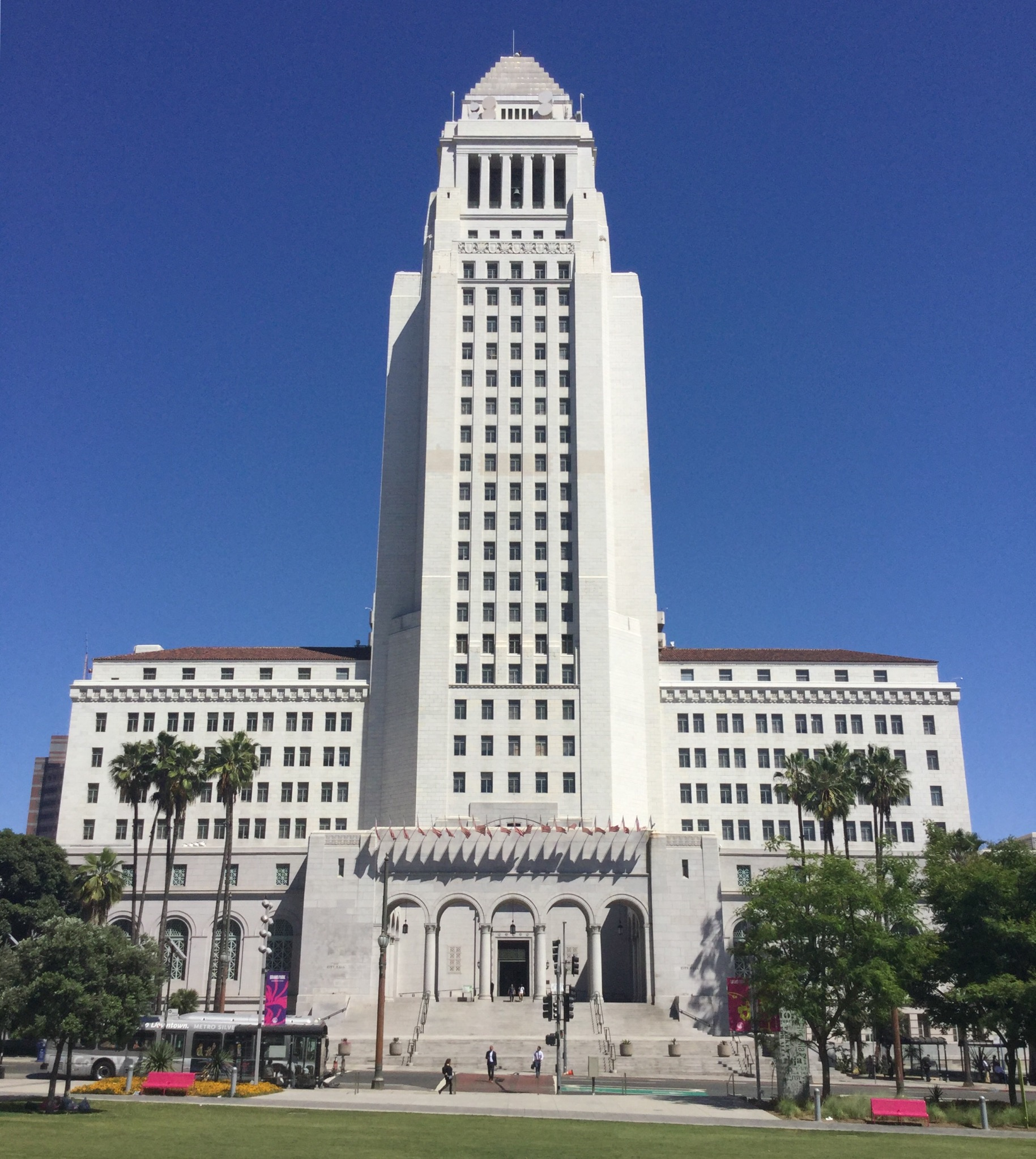
Los Angeles City Hall.

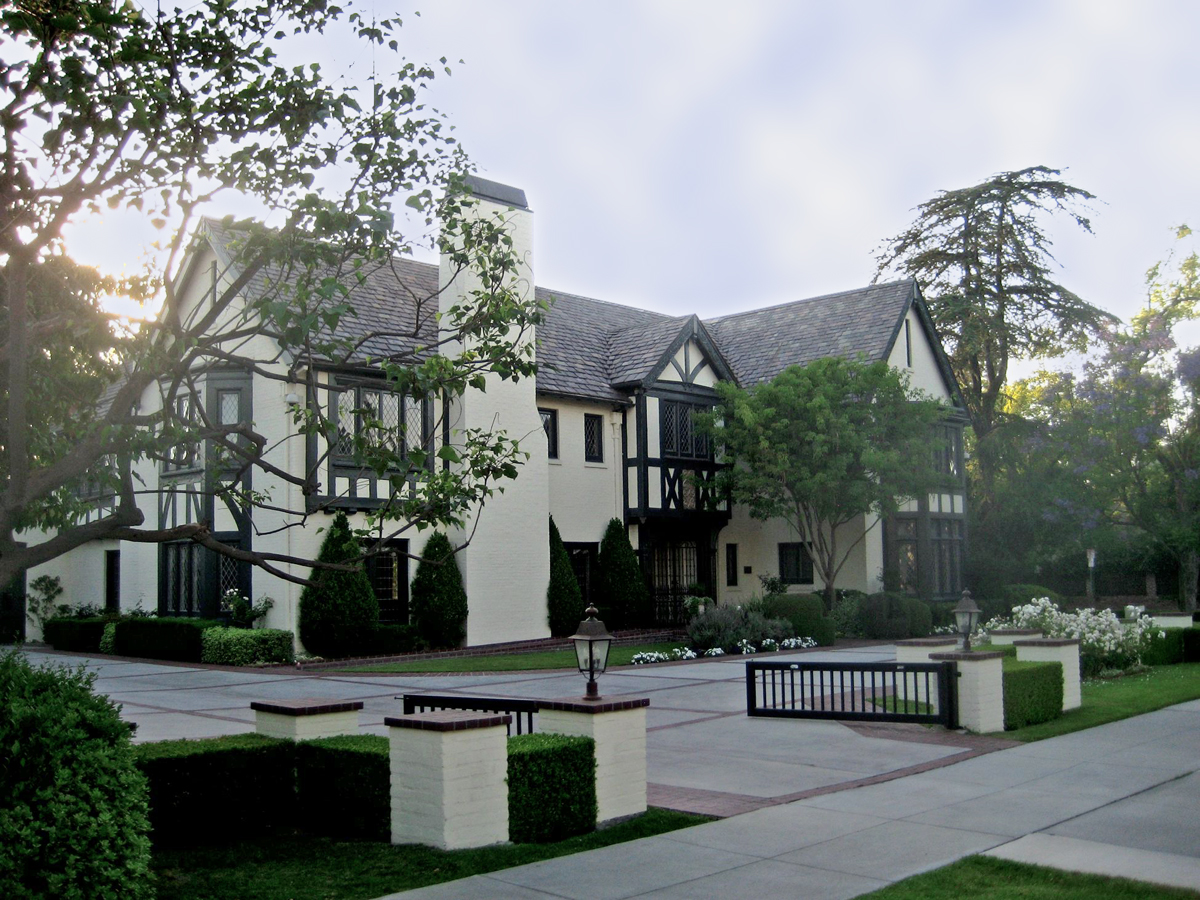
Getty House är borgmästarens officiella residens.

Stadens sigill.

Lista över borgmästare från det att Kalifornien upptogs som en delstat i USA.
| Nr   | Porträtt | Namn                       | Tillträdde        | Avgick            | Parti          | Not         |
| ---- | -------- | -------------------------- | ----------------- | ----------------- | -------------- | ----------- |
| 1    |          | Alpheus P. Hodges          | 1 juli 1850       | 7 maj 1851        | partilös       | [ 4 ]       |
| 2    |          | Benjamin Davis Wilson      | 7 maj 1851        | 4 maj 1852        | partilös       |             |
| 3    |          | John Greg Nichols          | 4 maj 1852        | 3 maj 1853        | Demokraterna   |             |
| 4    |          | Antonio Francisco Coronel  | 3 maj 1853        | 4 maj 1854        | Demokraterna   |             |
| 5    |          | Stephen Clark Foster       | 4 maj 1854        | 9 maj 1855        | Demokraterna   |             |
| 6    |          | Thomas Foster              | 9 maj 1855        | 7 maj 1856        | Demokraterna   |             |
| (5)  |          | Stephen Clark Foster       | 7 maj 1856        | 22 september 1856 | Demokraterna   |             |
| –    |          | Manuel Requena             | 22 september 1856 | 4 oktober 1856    | Republikanerna | [ 5 ]       |
| (3)  |          | John Greg Nichols          | 4 oktober 1856    | 9 maj 1859        | Demokraterna   |             |
| 7    |          | Damien Marchesseault       | 9. maj 1859       | 9 maj 1860        | Demokraterna   |             |
| 8    |          | Henry Mellus               | 9 maj 1860        | 26 december 1860  | Demokraterna   |             |
| –    |          | William Woodworth          | 27 december 1860  | 7 januari 1861    | Demokraterna   |             |
| (7)  |          | Damien Marchesseault       | 7 januari 1861    | 6 maj 1865        | Demokraterna   |             |
| 9    |          | Jose Mascarel              | 5 maj 1865        | 10 maj 1866       | Republikanerna |             |
| 10   |          | José Cristóbal Aguilar     | 10 maj 1866       | 7 december 1868   | Demokraterna   |             |
| 11   |          | Joel Turner                | 9 december 1868   | 9 december 1870   | Demokraterna   |             |
| (10) |          | José Cristóbal Aguilar     | 9 december 1870   | 5 december 1872   | Demokraterna   |             |
| 12   |          | James Robert Toberman      | 5 december 1872   | 18 december 1874  | Demokraterna   |             |
| 13   |          | Prudent Beaudry            | 18 december 1874  | 8 december 1876   | partilös       |             |
| 14   |          | Frederick A. MacDougal     | 8 december 1876   | 16 november 1878  | Demokraterna   |             |
| 15   |          | Bernard Cohn               | 21 november 1878  | 5 December 1878   | Demokraterna   |             |
| (12) |          | James Robert Toberman      | 5 december 1878   | 9 december 1882   | Demokraterna   |             |
| 16   |          | Cameron E. Thom            | 9 december 1882   | 9 december 1884   | Demokraterna   |             |
| 17   |          | Edward Falles Spence       | 9 december 1884   | 14 december 1886  | Demokraterna   |             |
| 18   |          | William Henry Workman      | 14 December 1886  | 10 december 1888  | Demokraterna   |             |
| 19   |          | John Bryson                | 10 december 1888  | 25 februari 1889  | Demokraterna   |             |
| 20   |          | Henry T. Hazard            | 25 februari 1889  | 5 december 1892   | Republikanerna |             |
| –    |          | William Hartshorn Bonsall  | 5 december 1892   | 12 december 1892  | Republikanerna |             |
| 21   |          | Thomas E. Rowan            | 12 december 1892  | 12 december 1894  | Demokraterna   |             |
| 22   |          | Frank Rader                | 12 december 1894  | 16 december 1896  | Republikanerna |             |
| 23   |          | Meredith Pinxton Snyder    | 16 december 1896  | 15 december 1898  | Demokraterna   |             |
| 24   |          | Frederick Eaton            | 15 december 1898  | 12 december 1900  | Republikanerna |             |
| (23) |          | Meredith Pinxton Snyder    | 12 december 1900  | 8 december 1904   | Demokraterna   |             |
| 25   |          | Owen McAleer               | 8 december 1904   | 13 december 1906  | Republikanerna |             |
| 26   |          | Arthur Cyprian Harper      | 13 december 1906  | 11 mars 1909      | Demokraterna   |             |
| 27   |          | William Dennison Stephens  | 15 mars 1909      | 26 mars 1909      | Republikanerna |             |
| 28   |          | George Alexander           | 26 mars 1909      | 1 Juli 1913       | Demokraterna   |             |
| 29   |          | Henry R. Rose              | 1 juli 1913       | 1 juli 1915       | Republikanerna |             |
| 30   |          | Charles Edward Sebastian   | 1 juli 1915       | 2 september 1916  | Demokraterna   |             |
| 31   |          | Frederick Thomas Woodman   | 5 september 1916  | 1 juli 1919       | Republikanerna |             |
| (23) |          | Meredith Pinxton Snyder    | 1 juli 1919       | 1 juli 1921       | Demokraterna   |             |
| 32   |          | George Edward Cryer        | 1 juli 1921       | 1 juli 1929       | Republikanerna | [ 4 ]       |
| 33   |          | John Clinton Porter        | 1 juli 1929       | 1 juli 1933       | Demokraterna   | [ 4 ]       |
| 34   |          | Frank Lawrence Shaw        | 1 juli 1933       | 26 september 1938 | Reform         | [ 4 ]       |
| 35   |          | Fletcher Bowron            | 26 september 1938 | 30 juni 1953      | Demokraterna   | [ 4 ]       |
| 36   |          | C. Norris Poulson          | 1 juli 1953       | 30 juni 1961      | Republikanerna | [ 4 ]       |
| 37   |          | Samuel William Yorty       | 1 juli 1961       | 30 juni 1973      | Demokraterna   | [ 4 ]       |
| 38   |          | Thomas J. Bradley          | 1 juli 1973       | 30 juni 1993      | Demokraterna   | [ 4 ]       |
| 39   |          | Richard J. Riordan         | 1 juli 1993       | 30 juni 2001      | Republikanerna | [ 4 ]       |
| 40   |          | James Kenneth Hahn         | 1 juli 2001       | 30 juni 2005      | Demokraterna   | [ 4 ]       |
| 41   |          | Antonio Ramón Villaraigosa | 1 juli 2005       | 30 juni 2013      | Demokraterna   | [ 4 ]       |
| 42   |          | Eric Garcetti              | 1 juli 2013       | 11 december 2022  | Demokraterna   | [ 4 ] [ 6 ] |
| 43   |          | Karen Bass                 | 12 december 2022  | inkumbent         | Demokraterna   | [ 4 ]       |